# Phantasy Star Universe: Ambition of the Illuminus
 (octobre 2018).
Si vous disposez d'ouvrages ou d'articles de référence ou si vous connaissez des sites web de qualité traitant du thème abordé ici, merci de compléter l'article en donnant les références utiles à sa vérifiabilité et en les liant à la section « Notes et références ».
Phantasy Star Universe (ファンタシースターユニバース イルミナスの野望, Fantashī Sutā Yunibāsu Iruminasu no Yabō) (PSU AotI) est un action-RPG en ligne créé par la Sonic Team et édité par Sega sur les supports suivants : PC, PlayStation 2 et en téléchargement sur le Xbox Live.
Au Japon, le titre est sorti sur PC et PlayStation 2 le 27 septembre 2007. Sur Xbox 360 en téléchargement via le Xbox Live le 20 novembre de la même année, tout continent confondu.
La sortie européenne fut pour le 25 janvier 2008 sur PC et PlayStation 2.
Ce jeu fait suite au premier épisode Universe de la série.

## Trame

### Synopsis de l'épisode 2
L'épisode 2 est disponible sur le mode Hors Ligne et En Ligne sur PC et PlayStation 2. En mode Hors ligne, le scénario est complété de cinématiques en images de synthèse. Sur Xbox 360, cet épisode est disponible uniquement sur le mode En Ligne.
Au site de divination sur les Terres sacrées d'Egam sur Neudaiz, la grande prêtresse a eu un mauvais présage. Selon elle, il y aura une autre invasion des SEEDS.
Le Maître Rutsu dit qu'il faut alors mettre les Systèmes de contre-mesures en place : le fameux bouclier anti-SEEDS.
Mais selon la vision de la Grande prêtresse, le danger ne vient pas que des SEEDS.... La civilisation du système de Gurhal est en danger. Toutes les races vont combattre de nouveau. Des villes seront détruites... Et des gens vont mourir...
La fin des mondes approche. Le temps manque et tout le monde doit sauver le maximum de gens.

### Synopsis de l'épisode 3
L'épisode 3 est disponible sur le mode En Ligne uniquement. Il fait directement suite à l'épisode précédent. De nouveaux personnages y font leur apparition et le scénario est complété de nombreuses cinématiques et de nombreuses révélations sur le Système de Gurhal et sur Dark Falz, le boss récurrent dans la série Phantasy Star.
3 mois ont passé depuis la chute de la Colonie. Alors que la désolation causée par les Illuminus et les cicatrices de l'invasion SEED sont toujours visible, la construction continue dans les quartiers résidentiels ayant échappé au désastre. Quelques Guardians ont repris le travail indépendamment bien qu'aucune annonce n'ai été faite quant à la succession du dernier président...

### Personnages et ennemis

#### Personnages principaux (épisode 2)
Laia Martinez
- Race Beast
- Âge 24
- Affiliation  Guardians
- Doubleur japonais Yuko Kaida

Laia est un instructeur. Elle arrive rarement à contrôler ses émotions et ne supporte pas qu'on doute sur son autorité et elle aime dire que les "femmes Beast sont les meilleures".
Elle déteste les vauriens et les menteurs. Elle semble très amie avec Tonnio et Léo (pour qui elle éprouverait quelque chose d'ailleurs). Par contre, elle déteste Ethan.
Elle est la fille adoptive d'un personnage haut placé dans le Système de Gurhal.
Le joueur
- Race définie par le joueur
- Âge Inconnu
- Affiliation  Guardians
- Doubleur japonais : -

Il s'agit d'un personnage entièrement créé par le joueur.
Celui-ci vient d'entrer chez les Guardians et passe son examen d'entrée. Même s'il n'a pas son mot à dire au cours des missions, son entourage va vite s'apercevoir du potentiel qu'il possède, à tel point qu'ils vont jusqu'à raccourcir sa formation.

#### Les Illuminus
Les Illuminus sont les ennemis du jeu. Il s'agit d'une organisation qui prône le fondamentalisme chez les Humans. Il est étrange qu'un Cast comme Magashi soit si lié à cette organisation. Leur chef se nomme Rudolf Luntz et son assistant se nomme Karl F. Howzer.

### Une nouvelle planète: Rykros
On retrouve le Système de 3 planètes découvert dans Phantasy Star Universe : Parum, Neudaiz et Moatoob.
Une nouvelle planète fait son apparition tout près de Moatoob : Rykros.
Son nom rappelle la planète qui apparaît dans Phantasy Star IV tous les 1000 ans. 
Elle vient tout droit d'une autre dimension. Son origine demeure inconnue, mais certains clins d'œil devraient mettre la puce à l'oreille chez les fans.
Dans tous les cas, il s'agit d'un énorme nid de SEEDS.

## Système de jeu

### Nouveautés
Le gameplay est identique à Phantasy Star Universe, mais apporte son lot de nouveautés.
- Nouveaux types d'armes : De nouveaux types d'armes font leur apparition comme le fouet, le hachoir ou encore le Madoog et le Shadoog (plus communément appelés MAG par les joueurs), un robot flottant par-dessus votre épaule qui peut lancer des Technics ou tirer des photons.
- Nouvelles armes : Parmi les types d'armes déjà existants, de nouvelles armes puissantes font leur apparition. La plupart sont des plus loufoque (un bouquet de fleurs en guise d'épée) et d'autres sont issues du monde de Phantasy Star comme la Griffe de Nei, la Griffe de Rika ou encore l'épée de Flowen.
- Nouveaux vêtements : On trouve en boutique ou après certains échanges de nouveaux vêtements.
- Nouvelles classes : Trois classes supérieures sont disponibles sur le mode Online : Fighmaster, Masterforce, Gunmaster.
- Nouveaux environnements : Une nouvelle planète fait son apparition : la planète Rykros (voir plus bas). On y retrouve aussi des zones venant tout droit de Phantasy Star Online comme Forest, Cave, Mine et Ruins. D'autres missions et de nouveaux ennemis font aussi leur apparition. Il y a également un Casino où peut gagner des lots en jouant à la machine à sous ou à la roulotte.
- Expression faciale : Le personnage créé par les joueurs est beaucoup plus expressif. Il sourit, crie, pleure... Tout ça dans un effet de morphing convaincant.
- Nouvelle chambre : L'aspect de la chambre change totalement. Le joueur peut y poser ses objets où il veut et les chambres sont également beaucoup plus grandes. On a aussi la possibilité de déménager sur une des planètes du Système. Le Partner machinery (qui peut accompagner le joueur lors des missions) est équipé d'un juke-box pour changer la musique de la chambre.
- Nouveau mode Histoire : En Hors Ligne, il y a désormais l'épisode 2 avec des scènes en images de synthèse supplémentaires. Ce mode est uniquement disponible sur PC et PlayStation 2. Dans la version japonaise du jeu, toutes les voix y sont doublées. En mode En Ligne, il y a la suite du scénario avec l'épisode 3.

### Combats
Les combats sont identiques à ceux de Phantasy Star Universe sauf au niveau graphique. Lorsque le joueur presse les touches dans un rythme précis pour effectuer un coup critique, un halo lumineux l'entoure. Certaines magies ont également des effets supplémentaires puisqu'elles peuvent progresser à plus haut niveau.

## Serveurs
Les serveurs de jeu ne sont pas tous en commun. Il en existe trois familles :
- Serveurs Japonais : Japon uniquement (sur PC - Playstation 2)
- Serveurs 360 : Pour le monde entier, y compris Japon (sur Xbox360)
- Serveurs Internationaux : Pour le monde entier, sauf Japon (sur PC - Playstation 2)

Le 31 mars 2010, les serveurs Internationaux ont fermé et seuls les serveurs Japonais et 360 subsistent.
Les joueurs de la première version de PSU peuvent jouer avec ceux de la nouvelle version, mais sur les anciennes missions seulement.
Un joueur de la version 360 ne peut pas jouer sur les serveurs PC et Playstation 2.
| Nom des serveurs japonais (portant les noms de lieux du jeu) |                 |
| 01:Begginer                                                  | 18-20:Neudaiz   |
| 02-11:Universe                                               | 21-23:Moatoob   |
| 12-14:G-Colony                                               | 24-26:Event/GBR |
| 15-17:Parum                                                  |                 |

Les 19 serveurs japonais, dont chacun se nommait "Universe", sont passés à un total de 40 serveurs le 18 septembre 2007. Les 12 derniers serveurs ont porté les noms : G-Colony, Parum, Neudaiz et Moatoob. 
Plus tard, le nombre de serveurs a été réduit à 26 comme dans le tableau ci-dessus.
| Nom des serveurs 360 (portant des noms de constellations) |              |
| 01:Leo (Guide)                                            | 11:Auriga    |
| 02:Caelum                                                 | 12:Centaurus |
| 03:Delphinus                                              | 13:Eridanus  |
| 04:Gemini                                                 | 14:Hydra     |
| 05:Libra                                                  | 15:Lupus     |
| 06:Orion                                                  | 16:Perseus   |
| 07:Phoenix                                                | 17:Crux      |
| 08:Scorpius                                               | 18:Tucana    |
| 09:Chamaeleon                                             | 19:Pyxis     |
| 10:Draco                                                  | 20:Aquila    |

Les 30 serveurs xbox360 ont été réduits à 20 le 24 octobre 2008. Ils ne se nomment plus "Universe" et ont été renommés en portant des noms de constellations comme dans le tableau ci-dessus.
| Nom des serveurs internationaux (portant des noms de constellations) |               |
| 01:Leo (Guide)                                                       | 06:Orion      |
| 02:Caelum                                                            | 07:Phoenix    |
| 03:Delphinus                                                         | 08:Scorpius   |
| 04:Gemini                                                            | 09:Chamaeleon |
| 05:Libra                                                             | 10:Draco      |

Les 18 serveurs Internationaux (US/EU) avaient été réduits à 10 le 24 octobre 2008. Ils ne se nommaient plus "Universe" et avaient été renommés comme dans le tableau ci-dessus. Depuis le 31 mars 2010, ces serveurs ne sont plus accessibles.

## Accueil
- Eurogamer : 7/10 (X360)[1]
- PlayStation Official Magazine - UK : 7/10 (PS2)[2],[3]
- PC Gamer UK : 40 % (PC)[4]

## Ambition of the Illuminus: Guardians Advanced

### Présentation
Ambition of the Illuminus : Guardians Advanced est une extension téléchargeable sur le Xbox Live sortie le 20 juillet 2010 . Le contenu a été intégré directement dans le jeu Ambition of the Illuminus, désormais gratuit sur le Live. Les joueurs doivent effacer l'ancienne extension et télécharger de nouveau la nouvelle pour accéder au nouveau contenu. Ils doivent d'ailleurs obligatoirement le télécharger pour pouvoir accéder au mode En Ligne. Au Japon, le jeu porte le même nom sur Xbox 360, excepté sur PS2 où il se nomme Ambition of the Illuminus supplemental Update (「イルミナスの野望」追加アップデート, Iruminasu no Yabō　tsuika appdēto) ou plus communément appelé PSU AotI Plus sur des forums anglophones. Ce dernier est une extension téléchargeable via un patch en exclusivité sur les serveurs japonais, pour les possesseurs PS2 et PC. Elle est sortie le 26 mars 2009'. Ce patch contient de très nombreuses données et modifie légèrement le gameplay. Il y a des différences entre la version japonaise sortie sur PlayStation 2 et celle sur Xbox Live.

### Nouveautés
- Les objets : plus de 160 objets ont été ajoutés, la plupart issus de Phantasy Star Portable.
- Nouveaux vêtements : à la suite d'un concours de dessins modéliste organisé par Sega, les vêtements imaginés par les gagnants sont intégrés au jeu[6].
- Ajustements : Des ajustements ont été faits au niveau des classes et des attaques spéciales, que ça soit au niveau des prix ou des bonus.
- Chambre : La chambre peut contenir jusqu'à 100 objets dans le coffre commun (32 auparavant). Le joueur peut aussi se rendre dans les chambres de ses autres personnages créés. Les vendeurs peuvent expédier les objets achetés directement dans le coffre commun de la chambre.
- Les joueurs peuvent verrouillés certains objets pour éviter qu'ils soient vendus par accident.
- Les joueurs peuvent se donner un surnom qui sera visible au-dessus de leur tête. Les contacts pourront voir ce statuts également sur la carte de partenaire de ces joueurs.
- De nouvelles commandes de chat sont ajoutées.
- Il y a désormais la possibilité de prendre des captures d'écran sans l'interface du jeu.

### Guardians avancés
Le Guardians advanced Style (GAS) permet aux joueurs ayant atteint la limite de niveau (level maximum) de personnaliser davantage leurs personnages. Une fois la limite de niveau atteint, l'expérience accumulée en trop se transforme en Advanced Experience (AEXP), qui après un certain montant, se transforme automatiquement en Advanced Points (AP), qui sont essentiels à cette personnalisation. Les joueurs de plus bas niveau peuvent aussi gagner ce type d'expérience via lesGuardians Advanced missions (voir rubrique plus bas).
Il existe deux options de personnalisation disponibles pour les joueurs: la personnalisation du type (la classe du personnage) et la personnalisation du style.

### Personnalisation

#### Type
Elle permet aux joueurs de personnaliser leur classe de Guardian pour répondre à des besoins spécifiques. Par exemple, un joueur qui fait partie de la classe Fortefighter (corps à corps) peut augmenter ses statistiques de coup pour l'arme de type épée à deux mains. Il sera ainsi un expert pour cette arme. Toutes les classes peuvent être personnalisées à l'exception des classes de bases : Hunter, Ranger et Force. 
Cela se fait à l'aide des Advanced Points (AP). Chaque type de changement coûte un certain montant, non remboursable. Avec beaucoup de personnalisation, le joueur peut avoir un personnage assez exceptionnel, même si cela reste limité à une seule classe en particulier.

#### Style
Cette personnalisation permet aux joueurs d'échanger leur AP pour personnaliser les caractéristiques de leurs personnages dans trois catégories : attaques, défense et autre.
Ci-dessous, les types de personnalisations : 
- Style armé : Permet de mettre à niveau la puissance des armes de bas niveau au-delà de leurs limites d'origine. Les anciennes armes favorites des joueurs pourraient être réutilisées.
- Style bouclier : Augmente la fréquence de blocage avec succès contre les attaques ennemies. Pratique pour les classes qui ont peu de vie.
- Style autre : Mises à niveau pour les dommages occasionnés par les pièges.

### Missions conditionnelles
Les missions conditionnelles sont des missions spéciales qui comprennent de nombreuses conditions soumises aux participants. 
Il s'agit pour la plupart du temps des conditions suivantes : 
- Le level maximum est limité.
- Restriction sur le type d'arme à utiliser
- Restriction sur les types d'objets.
- Restrictions sur les Technics
- Restrictions sur le SUV et Nanoblast

Pour exemple, si une des conditions de la mission est Level Cap Niveau 20, tous les participants qui auront un level au-dessus de 20, ne seront plus qu'à ce niveau.
L'expérience récoltée durant ces missions se nomment AEXP. Ces points peuvent être utilisées pour une personnalisation plus avancées des personnages.
Une GUARDIANS advanced mission (GAM) est un type de mission conditionnelle. Lorsqu'elle est terminée, les joueurs gagnent des Advanced Mission Points, à la place des points normaux. Après un certain nombre de points gagnés, un nouveau rang est attribué au joueur. Pour ces missions, si tous les joueurs d'une équipe n'a pas atteint un rang commun, certaines missions ne peuvent être sélectionnées. Évidemment, plus le rang est élevé, plus les conditions sont strictes. Ces AMP peuvent être échangés contre des objets, mais en les échangeant, le rang du joueur baisse aussi.
Il s'agit d'une fonctionnalité disponible uniquement sur les serveurs japonais de la version PlayStation 2. Le joueur peut acheter de l'équipement au cash shop grâce à son argent réel.

### ServeursSupplemental Update
Sur PlayStation 2, les serveurs japonais restent identiques. Mais six d'entre eux sont réservés aux visiteurs. En effet le jeu est sans abonnement sur cette version, mais cela limite le joueur en niveau, à la participation aux nouvelles missions et il ne peut aller que dans ces six serveurs. S'il veut participer au contenu complet du jeu, il va devoir s'abonner.
Quant à la version Xbox Live dont le nom est simplement nommé AotI Guardians Advanced, il n'y a pas de serveurs réservés aux visiteurs. Ces derniers restent les mêmes et sont toujours soumis à un abonnement.